# Gil Bellows
Gil Bellows, född 28 juni 1967 i Vancouver i British Columbia i Kanada, är en kanadensisk skådespelare känd bland annat för rollen som Billy Thomas i den amerikanska tv-serien Ally McBeal.
Bellows har medverkat i filmer som Nyckeln till frihet, Judas Kiss, I väntan på Richard och Miami Rhapsody samt flertalet tv-produktioner. 
Han och hans fru, skådespelaren Rya Kihlstedt, har en dotter och en son, familjen är bosatt i östra Los Angeles.

## Filmografi i urval
- 1991 – I lagens namn (TV-serie)
- 1994 – Nyckeln till frihet
- 1994 – Love and a .45
- 1995 – Miami Rhapsody
- 1996 - I väntan på Richard
- 1997 – Snövit: En skräcksaga
- 1997–2000 – Ally McBeal (TV-serie)
- 1998 – Advokaterna (TV-serie)
- 1998 – Judas Kiss
- 1999 - Say You'll Be Mine
- 2001–2002 – The Agency (TV-serie)
- 2005 – The Weather Man
- 2008 – The Promotion
- 2008 – Slaget vid Passendale
- 2008 – 24: Redemption
- 2010 – Smallville (TV-serie)
- 2010 – Flashforward (TV-serie)
- 2010 – Unthinkable
- 2010 – Criminal Minds (TV-serie)
- 2012 – 3 Days in Havana
- 2012 – House at the End of the Street
- 2012 – Vegas (TV-serie)
- 2013 – Parkland
- 2014 – CSI: Crime Scene Investigation (TV-serie)
- 2014 – The Calling
- 2014 – Falling Skies (TV-serie)
- 2014 – Bones (TV-serie)
- 2016 – 11.22.63 (TV-serie)
- 2019 – Scary Stories to Tell in the Dark